# 비유사성의 기준
비유사성의 기준(criterion of dissimilarity) 또는 불연속성의 기준(criterion of discontinuity)은 성서비평학자들이 예수에 대한 기록의 신뢰성을 평가할 때 사용하는 척도이다. 이중 비유사성의 기준이라는 더 간단한 버전으로 사용되기도 한다. 이 기준은, 예수가 말했다고 전해지는 내용이 그 시대 유대인의 전통과 다르며 또한 예수를 따르던 초대 교회의 것과도 다르다면, 사실일 가능성이 높다는 것이다.

## 설명
비유사성의 기준은 에른스트 케제만에 의해 도입되었는데, 그는 1953년에 2차 역사적 예수 탐구를 시작한 인물이다. 그는 다음과 같이 말했다.
이 내용에 대한 물샐틈 없이 거의 완벽한 기준은 존재하지 않는다. 우리가 발딛을만한 다소 안전한 토대가 단 하나 있는데, 유대교나 원시 기독교로부터 유도할 수 없고, 특히 유대인 기독교인들이 그들의 입맛에 맞지 않을 때 그들이 받은 전승을 누그러뜨리고 변형시켰을 때에도 유도될 수 없는 내용이 바로 그 토대이다. (케제만, 신약성경의 주제에 대한 에세이 (Essays on New Testament Themes), p. 37)
즉, 이 기준은 예수에 대한 전승이 오직 세가지 출처를 가진다는 가정에 기반한다. 1세기 유대인의 전승으로부터의 삽입과, 예수의 공생애에 대한 역사적 사실과, 초대 기독교 교회의 수정이 바로 그것이다. 따라서 이 기준에 의하면, 어떤 전승이 1세기 유대인 전승이나 초대 기독교 교회의 수정과 합치하지 않을 때 이는 예수에 대한 역사적 사실이 된다.

## 한계
이 기준은, 예수의 가르침이 선대의 전승과 불연속적이고, 초대 교회의 전승과도 불연속적이지만 사실로 받아들이기 어려운 경우가 존재함에 따라 비판을 받게 되었다. 한 비평가는 "이중 비유사성의 기준의 문제점은, 우리가 초대 유대교 전승과 초대 교회의 부활이후 전승에 대해 더 많이 알게 될 수록, 이 기준의 정의에 따라 사실로 검증할 수 있는 예수의 증언의 폭이 좁아진다는 데에 있다. 결국에는 이 방법으로 검증할 수 있는 역사적 예수의 흔적은 남아있지 않게 될 것이다"라고 말했다.

## 같이 보기
- 당혹성의 기준
- 다수적 증언의 기준